# El hombre de los puños de hierro
El hombre de los puños de hierro es una película de Estados Unidos de 2012 de artes marciales dirigida por RZA y escrita por RZA y Eli Roth. La película está protagonizada por RZA, Rick Yune, Russell Crowe, Cung Le, Lucy Liu, Byron Mann, David Bautista, y Jamie Chung. Ambientada en la China del siglo XIX, la historia sigue a una serie de guerreros solitarios que se ven obligados a unirse para derrotar a un enemigo común y salvar su casa en la aldea de la jungla.

## Sinopsis
El hombre de los puños de hierro (The man with the iron fists) es una película de aventuras y acción inspirada en los clásicos del kung-fu. Cuenta la épica historia de un grupo de guerreros, un clan de asesinos y un solitario forastero en la China del siglo XIX a los que no les quedará más remedio que hacer fuerza común si quieren acabar con el traidor que quiere deshacerse de todos ellos. Desde su llegada al Pueblo de la Selva, en China, el herrero (RZA) se ve obligado a elaborar sofisticadas herramientas de destrucción para diferentes facciones tribales. Cuando la guerra se hace realidad, el forastero canaliza una antigua energía para transformarse en un arma humana. Mientras lucha al lado de héroes icónicos contra villanos desalmados, deberá aprender a controlar este poder para convertirse en el salvador del pueblo que le acogió.